# 申胤
申胤，五胡十六国時代前燕官员。魏郡魏县人。其父为后赵司空申鍾。哥哥申绍也是前燕官员。
其父申鍾在後趙、冉魏担任要职，352年被前燕輔弼将軍慕容評击败并俘虏，从此在前燕麾下效力。
申胤在前燕担任給事黄門侍郎。355年五月，因为前燕朝廷的礼制和冠式尚未确定，他向前燕皇帝慕容儁上言，请求详细制定：“夫名尊禮重，先王之制。冠冕之式，代或不同。漢以蕭、曹之功，有殊群辟，故剑履上殿，入朝不趨。世無其功，則禮宜闕也。至於東宮，體此為儀，魏、晋因循，制不納舄。今皇儲過謙，準同百僚，禮卑逼下，有違朝式。太子有統天之重，而與諸王齐冠遠遊，非所以辨章貴賤也。祭饗朝慶，宜正服袞衣九文，冠冕九旒。又仲冬長至，太陰数終，黄鐘産氣，綿微於下，此月閉關息旅，後不省方。《禮記》曰：「是月也，事欲静，君子斋戒去聲色」。唯《周官》有天子之南郊从八能之説。或以有事至灵，非朝饗之節，故有乐作之理。王者慎微，禮从其重。前来二至闕鼓，不宜有設，今之鏗鏘，蓋以常儀。二至之禮、事殊餘節，猥動金聲，驚越神气，施之宣養，實為未盡。又朝服雖是古禮，絳褠始于秦、漢，迄於今代，遂相仍準。朔望正旦，乃具袞舄。禮，諸侯旅見天子，不得終事者三，雨沾服失容，其在一焉。今或朝日天雨，未有定儀。禮貴適時，不在過恭。近以地湿不得納舄，而以袞襈改履。案言稱朝服，所以服之而朝，一體之間，上下二制，或廢或存，實乖禮意。大燕受命，侔纵虞、夏，諸所施行，宜損益定之，以為皇代永制。”
申胤转任司徒左長史。369年七月，东晋大司馬桓温起兵征伐前燕，下邳王慕容厲、乐安王慕容臧相继出击，均被击败，桓温抵达枋头。吴王慕容垂任主帅，率领五万大军迎击慕容垂上表，让司徒左长史申胤、黄门侍郎封孚、尚书郎悉罗腾全都担任参軍从事，跟随部队一同前往。
行軍途中，封孚对申胤说：“桓温兵众强壮整齐，顺流直下。如今大军只在高岸上徘徊，兵不交锋，看不到取胜的迹象，事情将会怎样。”申胤说：“以桓温今天的声势，似乎能有所作为。但从我看来，这是绝对不可能的。因为晋室衰微软弱，桓温专擅国家。晋室的朝臣未必都与他同心同德。桓温得志，是晋朝众人不愿看到的，他们必将阻挠败坏。桓温倚仗着军队人多而骄傲，不善于应变。大军深入以后，有机可乘，他却让部队在中途徘徊，不出击争取胜利，指望相持以取全胜。如果运输误期，粮食断绝，衰势就会显露，肯定是不战自败，这是自然之理。”
前燕军阻挡了桓温军的进攻，切断了其粮草供应，削弱了晋军鋭气，桓温于九月全军撤退。
申胤转任司徒長史。370年六月，前秦君主苻坚任命輔国将軍王猛为主帅，统率楊安、張蚝、鄧羌等十将率领步骑兵六万征伐前燕。
八月，黄門侍郎封孚问申胤说：“事情将会如何？”申胤叹息道：“邺城必定灭亡、我们将要被秦国俘虏。然而越国占有岁星（木星），吴国讨伐越国，最终还是要自食其祸。如今福德在于燕国，秦国虽然一时得地志，但燕国的复兴，不会超过一紀（十二年）。”